# بيلي ديفيس
بيلي ديفيس (بالإنجليزية: Billy Davis)‏ هو سياسي أمريكي، ولد في 7 مايو 1945. حزبياً، نشط في الحزب الجمهوري. وقد انتخب عضو مجلس ولاية أريزونا.

## معرض صور

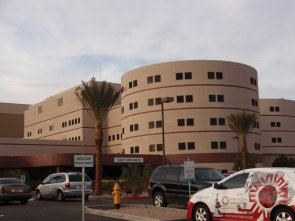
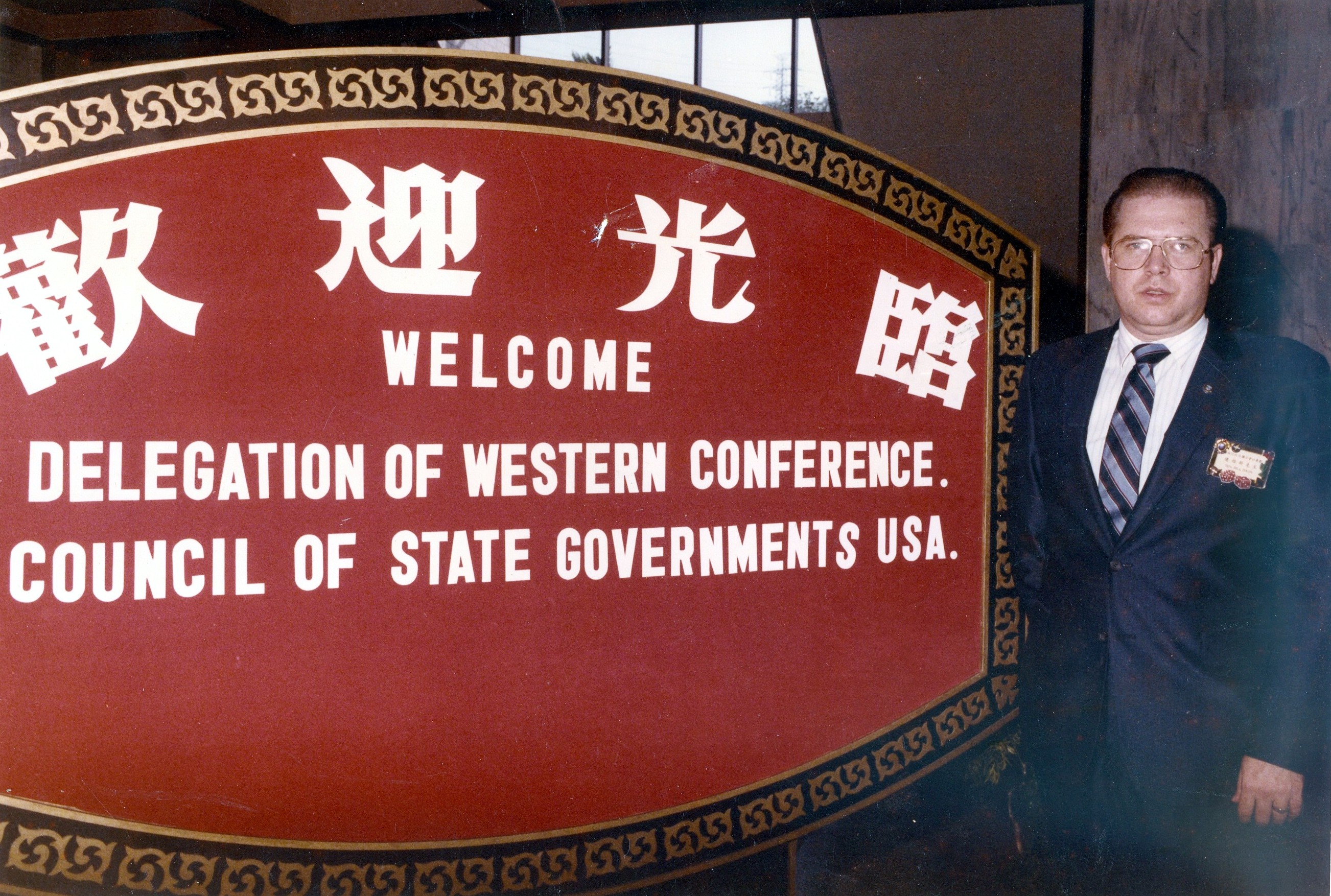
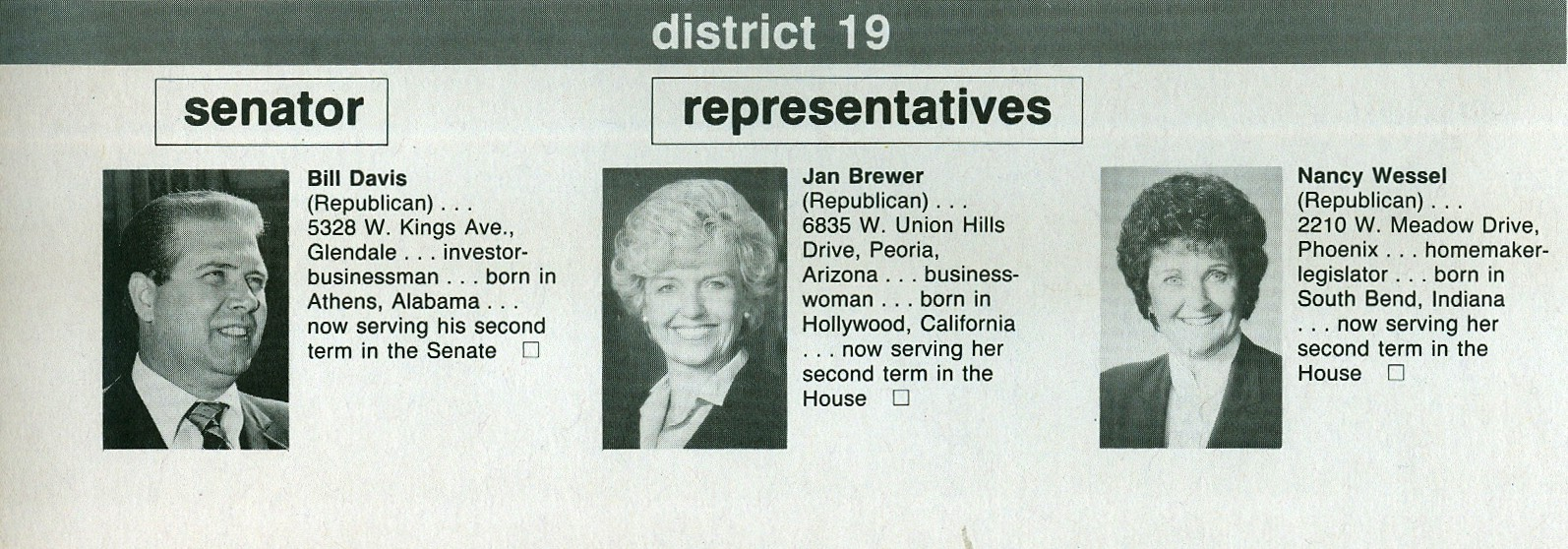
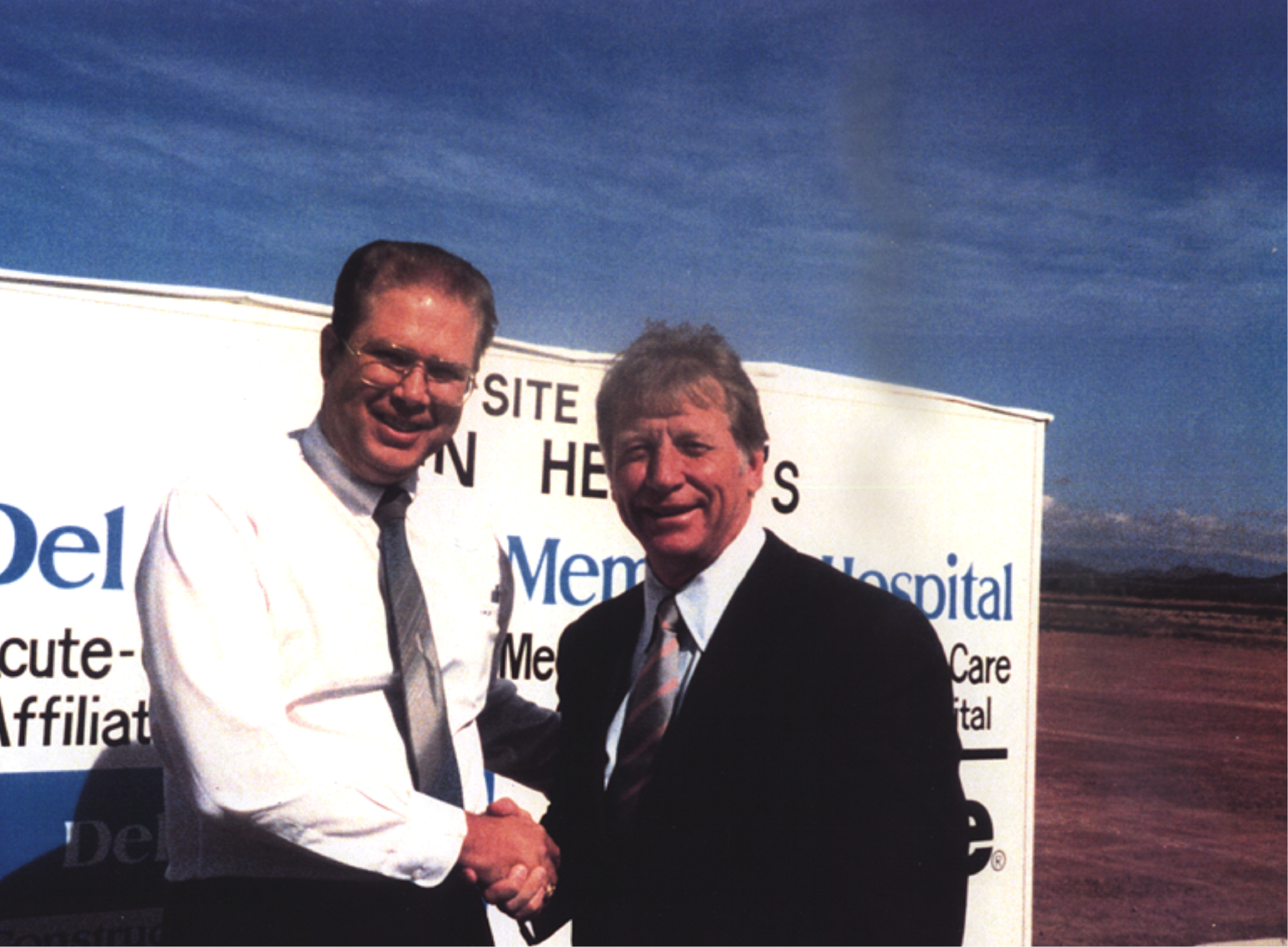
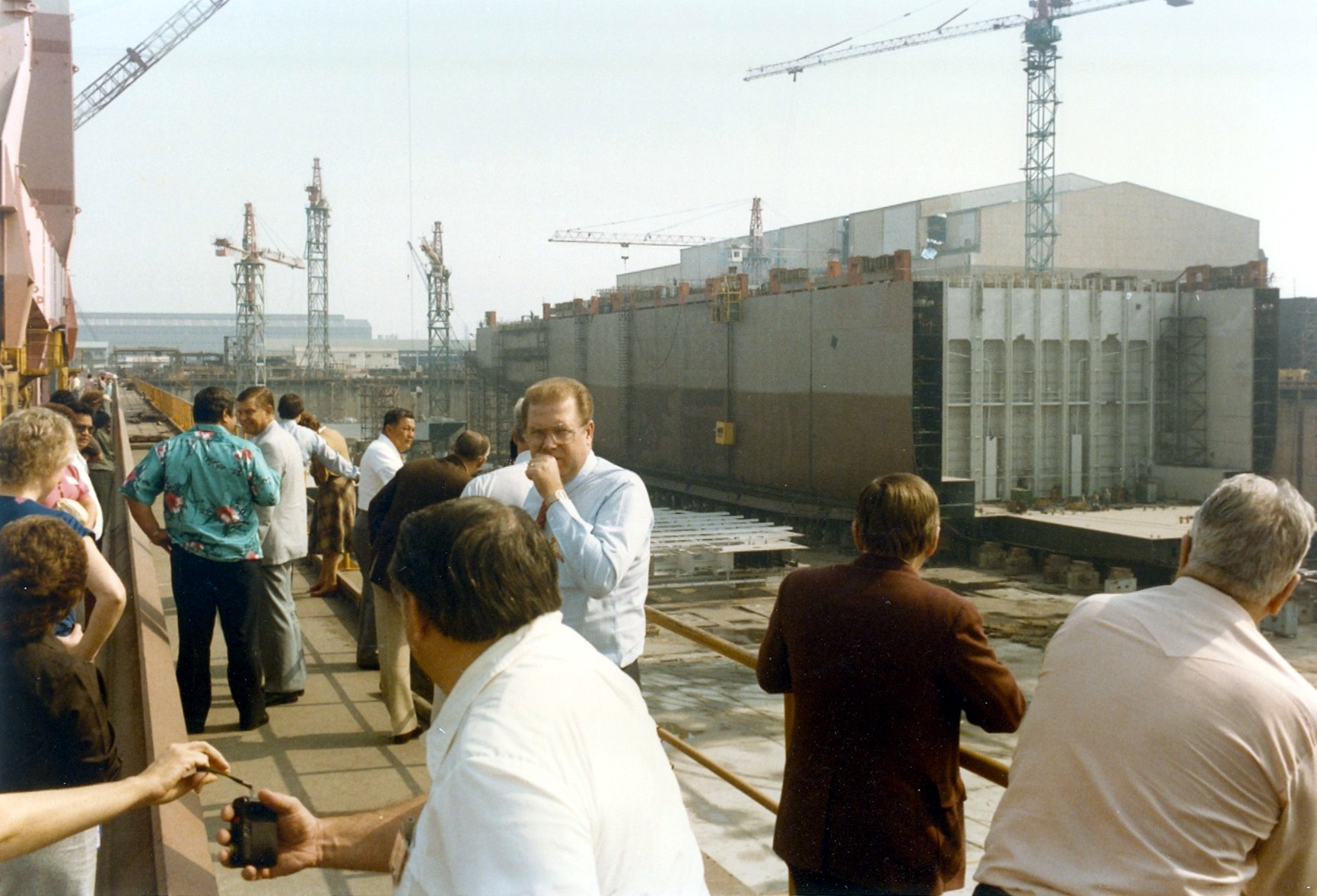
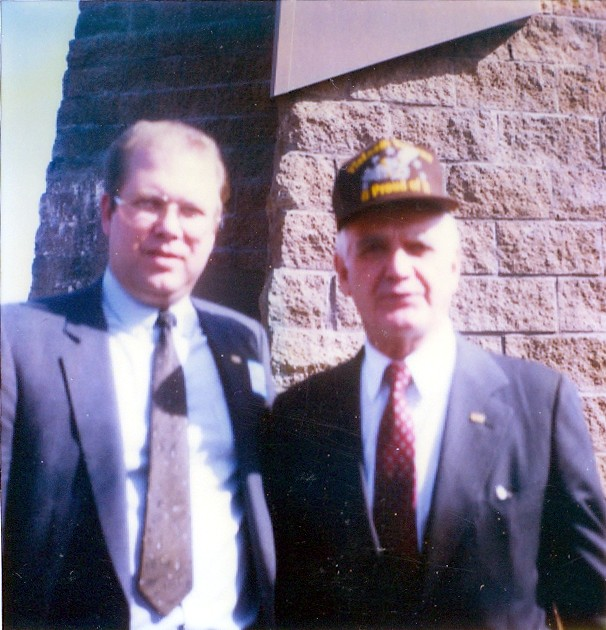